# Naltrexonă
Naltrexona este un medicament utilizat la pacienții care au suferit de dependență opioidă și dependență de alcool etilic. Medicamentul se utilizează doar la pacienții dezintoxicați, în cadrul unui tratament cuprinzător, incluzând un program psihoterapeutic. Căile de administrare disponibile sunt orală și intramusculară.
Molecula a fost obținută în 1965 și a fost aprobată pentru uz medical în Statele Unite ale Americii în anul 1984. Naltrexona, în combinație cu bupropiona, este utilizată în tratamentul obezității.